# Planta (geometria descritiva)

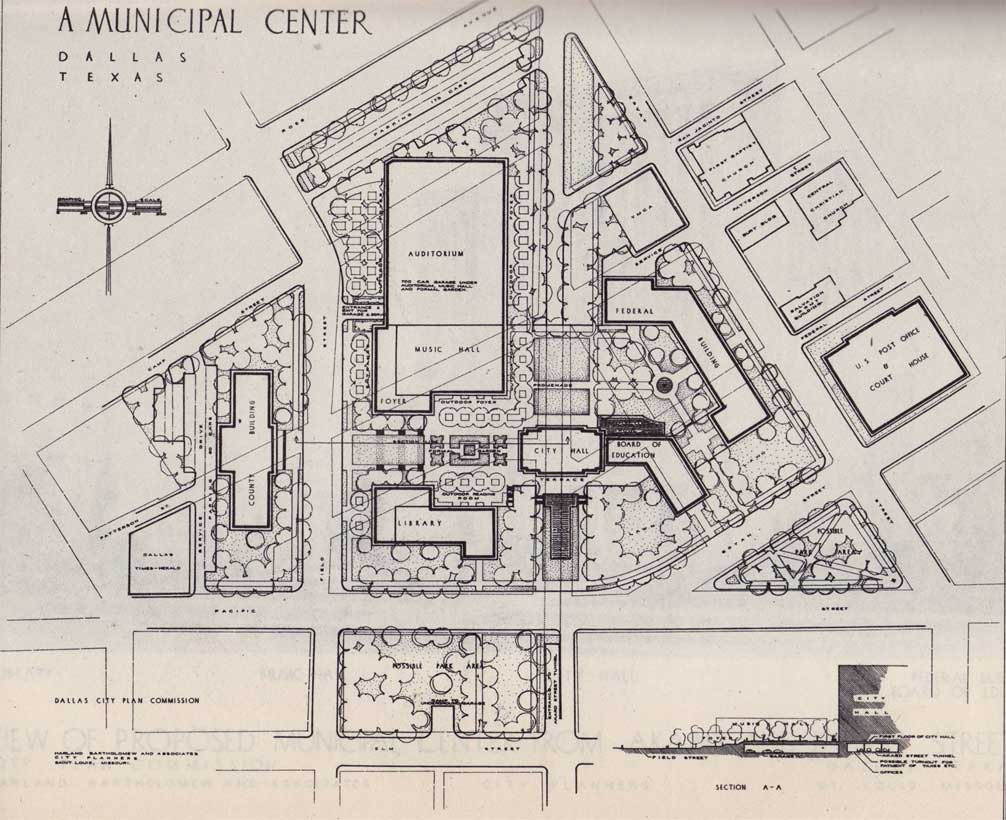
Planta do Centro Municipal de Dallas de 1946.

Planta é a projeção de um objeto, ou de um espaço arquitetônico, que foi cortado por um plano secante, a fim de mostrar o seu interior. Não confundir com a vista ortogonal superior, que mostra o objeto na íntegra. A planta é uma consequência do sistema projetivo mongeano.
Outro termo de mesma designação é a planta baixa do desenho arquitetônico.